# Sune älskar Sophie
Sune älskar Sophie är den tionde boken i Suneserien av Anders Jacobsson och Sören Olsson och utkom första gången i september 1995.

## Bokomslaget
Bokomslaget visar Sune som springer fram till Sophie, medan en annan kille står bakom henne.

## Handling
Det är vår. Sune, som tycker han är tjejtjusare och "flickornas riddare", klassas även som "tönt" av kompisarna då datorspel, hårdrock och hockeybilder är "inne", vilket Sune inte är intresserad av. Han kallas för "fegis" då han inte vill slåss eller hålla på med karatesparkar och dataspel. Tjejerna verkar ha tröttnat på den "kramgoa" stilen. Sophie är mest intresserad av sina tjejkompisar, men verkar också gilla "fräna" Elias och Schmidt.
Familjen Andersson drabbas även av vattkoppor, och Mister Schmidt dyker upp och hotar först Sune med stryk, men sedan blir de bästa kompisar istället och Sune försöker bevisa att han inte är en mes, och Sune förlorar Sophie igen, nu till Schmidt.

### Fotnoter
1. ↑  ”Sune älskar Sophie” (på engelska). Worldcat. 11 mars 1995. https://www.worldcat.org/title/sune-alskar-sophie/oclc/186099048&referer=brief_results. Läst 29 mars 2015.